# スタンダード・シュナウザー
スタンダード・シュナウザー（英: Standard Schnauzer）は、ドイツ原産のピンシャー犬種である。もとから存在していたオリジナルのシュナウザーであったため、単にシュナウザーと呼ばれることもある。犬種名の「シュナウザー」はシュナウツァーと表記されることもある。ワーキングドッグ時代の旧称はワイアーヘアード・ピンシャー（Wire-haired Pincher）。

## 歴史
およそ14世紀ごろに作出された犬種で、ワイアーコートのピンシャー犬種から作出された。同国原産のジャーマン・ピンシャーは兄弟に当たる。もとはネズミの駆除を専門に行っていたが、牛を市場まで連れて行く牧牛犬として使われていたり、新鮮なミルクや牧草を積んだ荷車を引いたり、農場の番犬としても使われるようになった。
本種が世界的に有名になったのは1879年のことで、この年本種は初めてドッグショーに出場し、変わった容姿が注目された。このときの本種の犬種名はワイアーヘアード・ピンシャーであったが、ドッグショーに出場した個体のペットネームが「シュナウザー」であったことからその名で広く知られるようになり、いつしか犬種名として定着していった。翌1880年に犬種クラブが発足し、それ以来高い人気を保ってきた。
その後、これを小型化してミニチュア・シュナウザーが、大きくしてジャイアント・シュナウザーが作出された。本種はいまだ世界的には人気が高い犬種ではあるが、これらの子孫の人気に圧倒されて現在はあまり目立った人気が出ていない。今は実用犬として飼われているものよりもペットやショードッグとして飼われているもののほうが多い。日本でもあまり多くは飼われていないが、愛好家は多く国内でもブリーディング・販売が行われている。2009年度の国内登録頭数順位は134位中115位であった。

## 特徴
独特の口髭、顎鬚、眉毛が生えた仙人のような顔つきが印象的である。まさに、シュナウザー（顎鬚）という名にふさわしい犬種である。コートはラフコートで、死毛を指や専用のナイフで引き抜く「プラッキング」という特殊なトリミングを行うことで毛質が硬くなる。毛色はグリズル、ソルト・アンド・ペッパー、ブラック。脚と首は長く、体は筋肉質で引き締まっている。耳はボタン耳、尾は長い垂れ尾だが、耳は断耳して立たせ、尾は短く断尾することもある。体高は雄47〜50cm、雌44〜47cmで体重は雌雄共に23〜25kgの中型犬で、性格は家族に対しては忠実で優しいが、プライドが高く警戒心が強い。落ち着きがありしつけもしやすいが、見知らぬ人には中々なじまないが、主人か心を許しているのならば寄ってくる。状況判断力に富み、来客の良し悪しを見抜くのも得意である。ただし、他の多くの犬種と同様に、主人に知らせるためにどの客が来ても吠える。吠え声は良い客と悪い客とでは異なるという。かかりやすい病気はコートが目に入って起こる眼疾患などがある。